# Petropil (Vesele), Zaporijjea
Petropil (în ucraineană Петропіль) este un sat în comuna Vesele din raionul Zaporijjea, regiunea Zaporijjea, Ucraina.

## Demografie
Componența lingvistică a localității Petropil
     Ucraineană (81,5%)
     Rusă (16,62%)
     Belarusă (1,61%)
     Alte limbi (0,27%)
Conform recensământului din 2001, majoritatea populației localității Petropil era vorbitoare de ucraineană (81,5%), existând în minoritate și vorbitori de rusă (16,62%) și belarusă (1,61%).